# Avril 1943 (guerre mondiale)
Chronologie de la Seconde Guerre mondiale
Mars 1943 - Avril 1943 -  Mai 1943
- 1er au 4 avril :
  - Victoire navale alliée dans la mer de Bismarck.

- 4 avril :
  - Bombardements aériens alliés de Boulogne-Billancourt.

- 5 avril :
  - Première victoire homologuée sur le front russe pour les Français libres de l'escadrille Normandie-Niémen. Elle est obtenue conjointement par Albert Preziosi et Albert Durand. Cette fameuse escadrille reste active sur le front russe jusqu'au 1945 ; elle est créditée de 245 victoires homologuées.

- 7 avril :
  - La Bolivie déclare la guerre à l'Axe.

- 8 avril :
  - Jonctions de Montgomery et Patton en Afrique du Nord.

- 10 avril :
  - Entrée de Montgomery à Sfax (Tunisie).

- 12 avril :
  - Entrée des troupes franco-américaines à Sousse (Tunisie).
  - La radio allemande annonce la découverte, à Katyń, de huit grandes fosses contenant les corps de plusieurs milliers d'officiers polonais ; les Allemands accusent les Soviétiques du massacre.

- 17 avril :
  - L'amiral japonais Yamamoto tué dans un accident d'avion est remplacé par Koga.

- 19 avril : 
  - Heinrich Himmler décide de nettoyer le ghetto de Varsovie en l’honneur de l’anniversaire d’Hitler qui a lieu le lendemain ; début de l’insurrection générale des 60 000 survivants du ghetto de Varsovie armés par la résistance polonaise.

- 21 avril :
  - Jan Jankowski devient le nouveau Délégué en Pologne du gouvernement en exil.
  - Condamnation à mort par le Japon de plusieurs pilotes de bombardiers américains.

- 26 avril :
  - Rupture des relations officielles entre l’URSS et la Pologne, Staline prenant comme prétexte la demande d’enquête polonaise au sujet du massacre de milliers d’officiers polonais, prisonniers des soviétiques, à Katyn (Katyń).

- 28 avril :
  - Apparition des Forces armées polonaises en URSS avec l’annonce, par l'Agence Tass, de la formation de la 1re Division Tadeusz Kościuszko.